# Joana Mortágua
Joana Rodrigues Mortágua (Alvito, Districte de Beja, 24 de juny de 1986) és una activista social i política portuguesa. És diputada a l'Assemblea de la República portuguesa amb el partit polític Bloc d'Esquerra (en portuguès: Bloco de Esquerda). La seva bessona Mariana Mortágua també és política i és la dirigent del Bloc d'Esquerra. El 19 d'octubre del 2019 va criticar clarament les sentències aplicades als dirigents catalans arran del procés del referèndum d'independència, la repressió i la posició inflexible del govern espanyol.

## Biografia
Joana Rodrigues Mortágua nasqué el 24 de juny de 1986 a Alvito, conjuntament amb la seva bessona Mariana, al si d'una família amb forta tradició política d'esquerra. El seu pare, Camilo Mortágua, és un activista revolucionari històric i membre fundador de la LUAR. Es va iniciar a l'activisme social quan tenia 15 anys com a voluntària de l'Associació Justiça e Paz, situada a Coimbra, una organització de defensa dels drets de l'home i de les dones.
Va adherir al Bloc d'Esquerra portuguès als 18 anys, i més tard va ser cap de llista del partit al districte electoral de Évora durant les eleccions legislatives de 2009.